# カケラ/Flag
「カケラ/Flag」（カケラ/フラッグ）は日本のシンガーソングライター・川嶋あいが2008年8月20日に発売した16枚目のシングル。

## 概要
前作『ドアクロール』から約9ヶ月ぶりにリリースされた。通算5枚目の両A面シングルとなる。 
通常版と初回限定版の2種類で発売され、初回限定版は紙ジャケット仕様、特典DVD付き。PV監督は徳田慎一郎。
「カケラ」は「dff 川嶋あいチャリティーソングクリック募金」のために書き下ろした曲である。
また、テレビ朝日系ドラマ『その男、副署長（第2シリーズ）』の主題歌でもあり、『君に・・・・・』に続き2シリーズ連続で主題歌となった。
カップリングにはかりゆし58とのコラボレーション曲「太陽電車」が収録されている。
川嶋は2008年にリリースするシングルはこの1枚のみと決めていた。

## 収録曲
- 全作詞・作曲：川嶋あい

### 通常盤
1. カケラ
編曲：宗本康兵
テレビ朝日系ドラマ『その男、副署長（第2シリーズ）』主題歌
「川嶋あいチャリティーソングクリック募金」のための書き下ろし曲。
PV撮影は彼女の自宅で行われた[3]。
2. Flag
編曲：enzo
CS放送ホームドラマチャンネル・ドラマ『虹への手紙[4]』主題歌
3. 太陽電車
編曲：かりゆし58
神戸で行われたチャリティーライブで共演したかりゆし58が編曲を担当した。
自身の母のことを想って作られた曲であり、タイトルの太陽は「母」、電車は「時」を表している[3]。

### 初回限定盤DVD
1. カケラ　（Music Video）
2. カケラ　（Making）